# Phase-Distortion-Synthese
Die Phase-Distortion-Synthese (PD-Synthese) ist eine Methode zur Klangsynthese und wird beispielsweise in Synthesizern eingesetzt. Es ist eine Variante der Wellenform-Klangsynthese.
Das Verfahren wurde Anfang der 1980er Jahre vom Unternehmen Casio unter anderem von Isao Tomita und Yukihiro Takahashi entwickelt und in den CZ-Serien und PD-Serien der Casio-Synthesizer eingesetzt. 
Bei der Phase-Distortion-Synthese wird der Verlauf einer Wellenform durch eine kontrollierte Verzerrung ihrer Phasenlage verändert, um neue Klangspektren zu erzeugen. Das Verfahren arbeitete mit Samples, die eine Länge von nur einer Periodendauer besaßen und auf damaliger Hardware preiswert speicherbar waren.

## Funktion

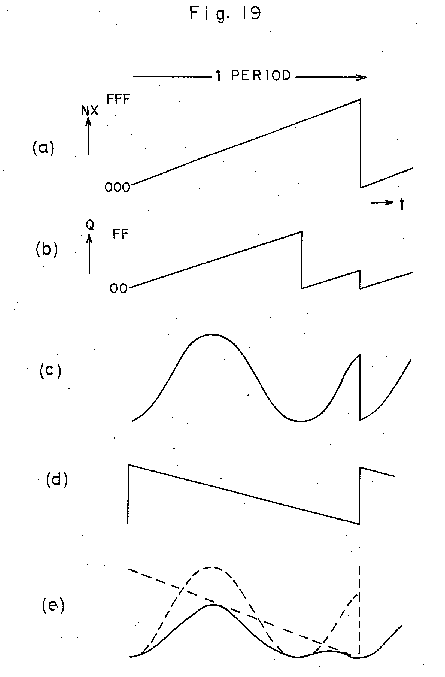
Phase-Distortion-Synthese

Um – nach damaligen Maßstäben – abwechslungsreiche, lebendige Klänge zu erzeugen, wurde die Auslesegeschwindigkeit innerhalb dieser Periode moduliert. Phasensprünge infolge unvollständig abgetasteter Phasen (Welle 2) wurden durch Multiplikation mit der Grundwelle, der Sinus-Funktion (Welle 3) eliminiert, wobei immer ein Nulldurchgang nach einer Pediode entstand und die Grundtonfrequenz erhalten blieb, aber gleichzeitig neue Oberwellen im Spektrum entstanden.
Das Verfahren war als Alternative zur FM-Synthese von Yamaha gedacht, konnte aber dessen Popularität nie erreichen, obwohl die Bedienung um ein Vielfaches einfacher und durchschaubarer war, als bei der FM-Synthese. Als die Preise für Sample-ROM in Musikinstrumenten sanken, wurden PD-Synthesizer von Romplern verdrängt.